# Хоремхеб
Хоремхеб е последният фараон от Осемнадесета династия на Древен Египет. Управлява в периода 1319 – 1292 пр.н.е.. Другаде се посочват годините 1306 до 1292 пр.н.е. По мнението на отделни изследователи Хоремхеб може да се счита за първия фараон от деветнадесета династия.
Произходът му е неизвестен, но се приема, че няма знатно потекло, или поне не е от роднините на царската династия. По време на управлението на фараона реформатор Аменхотеп IV (Ехнатон), Хоремхеб заема ред административни и военни длъжности. По време на царуването на Тутанкамон вече командва войските по време на азиатския поход.
С подкрепата на тиванското жреческо съсловие, Хоремхеб извършва държавен преврат и завзема властта. След това представя тази узурпация като воля на боговете. За да узакони своето положение, той се жени за принцеса Мутноджмет, сестра на съпругата на Ехнатон.
В течение на цялото си управление Хоремхеб постоянно се старае да подчертае законния характер на своята власт. Така, в един надпис той нарича фараон Тутмос III „баща на своите бащи“, а на осмата година от своето управление, като верен потомък на своите велики предшественици, той поръчва на архитекта Майя да възстанови гробницата на Тутмос IV, разрушена от грабители на могили. С това той се стреми да подчертае своята непосредствена връзка с фараоните от осемнадесета династия.
След като се утвърждава на престола, Хоремхеб окончателно унищожава култа към Атон (бог), въведен от Ехнатон и възстановява почитането на старите богове. Името на фараона еретик се заличава по паметниците и е прокълнато.
През 1292 г. пр.н.е. Хоремхеб умира и е наследен от сановника Парамез (Рамзес I).